# 红旗镇 (海口市)
红旗镇是中国海南省海口市琼山区的一个镇，设立于1987年3月。东邻大致坡镇，西靠旧州镇，南接三门坡镇，北连云龙镇。全镇南北向最大纵间距13公里，东西向最大横间距约9公里。全镇总面积112.4平方公里，其中耕地面积8.6万亩，占全镇土地面积的51%。全镇总人口23275人，人口密度为211人／平方公里。

## 行政区划
全镇辖1个社区、10个行政村：
- 土桥社区
- 昌文村
- 大山村
- 龙榜村
- 合群村
- 道崇村
- 苏寻三村
- 龙源村
- 龙发村
- 墨桥村
- 红旗村